# شوننوسوكي ماتسوكي
شوننوسوكي ماتسوكي (باليابانية: 松木 駿之介) (مواليد 24 أكتوبر 1996) هو لاعب كرة قدم ياباني.

## وصلات خارجية
- شوننوسوكي ماتسوكي على موقع رابطة كرة القدم اليابانية للمحترفين (اليابانية)
- شوننوسوكي ماتسوكي على موقع قاعدة بيانات كرة القدم.إي يو (الإنجليزية)
- شوننوسوكي ماتسوكي على موقع Soccerway.com (الإنجليزية)
- شوننوسوكي ماتسوكي على موقع عالم كرة القدم.نت (الإنجليزية)